# Еврейское кладбище в Сараеве
Еврейское кладбище в Сараеве (босн. Jevrejsko groblje u Sarajevu) — кладбище в городе Сараево, столице Боснии и Герцеговины, захоронения на котором производились с XVII века до 1966 года. Оно занимает площадь 0,03116 км² (31 160 м²). С 2004 года охраняется государством.

## История
Кладбище было основано евреями-сефардами в период османского правления и стало также местом захоронения ашкеназов после того как в конце XIX века группа ашкеназов переселилась в Сараево из Австро-Венгрии. В настоящее время на кладбище около 3850 захоронений и четыре памятника, посвящённых жертвам фашизма и нацизма: один сефардский (1952 года постройки), два ашкеназских и один посвящённый жертвам движения усташей.
Во время военного конфликта 1990-х годов кладбище находилось на линии фронта и использовалось боснийскими сербами в качестве артиллерийской позиции. Оно было серьёзно повреждено взрывами и пулями, а также заминировано. Полностью разминировано в 1996 году.

## Известные личности, похороненные на кладбище
Среди известных людей, похороненных на этом кладбище, — раввин Самуэль Барух (первый раввин Сараево, возглавлявший еврейскую общину города с 1630 по 1650 год, могила которого считается старейшей на кладбище), религиовед и литературовед Моше бен Рафаэль Аттиас (1845-1916), писатели Исак Самоковлия (1889-1955) и Лаура Папо Бохорета (1891-1942).

## Гениза
В юго-восточной части кладбища находится гениза — место захоронения пришедших в негодность священных книг. Первое захоронение совершено 3 июля 1916 года, а во время второго в генизу предположительно было помещено 14 сундуков книг.

## Галерея

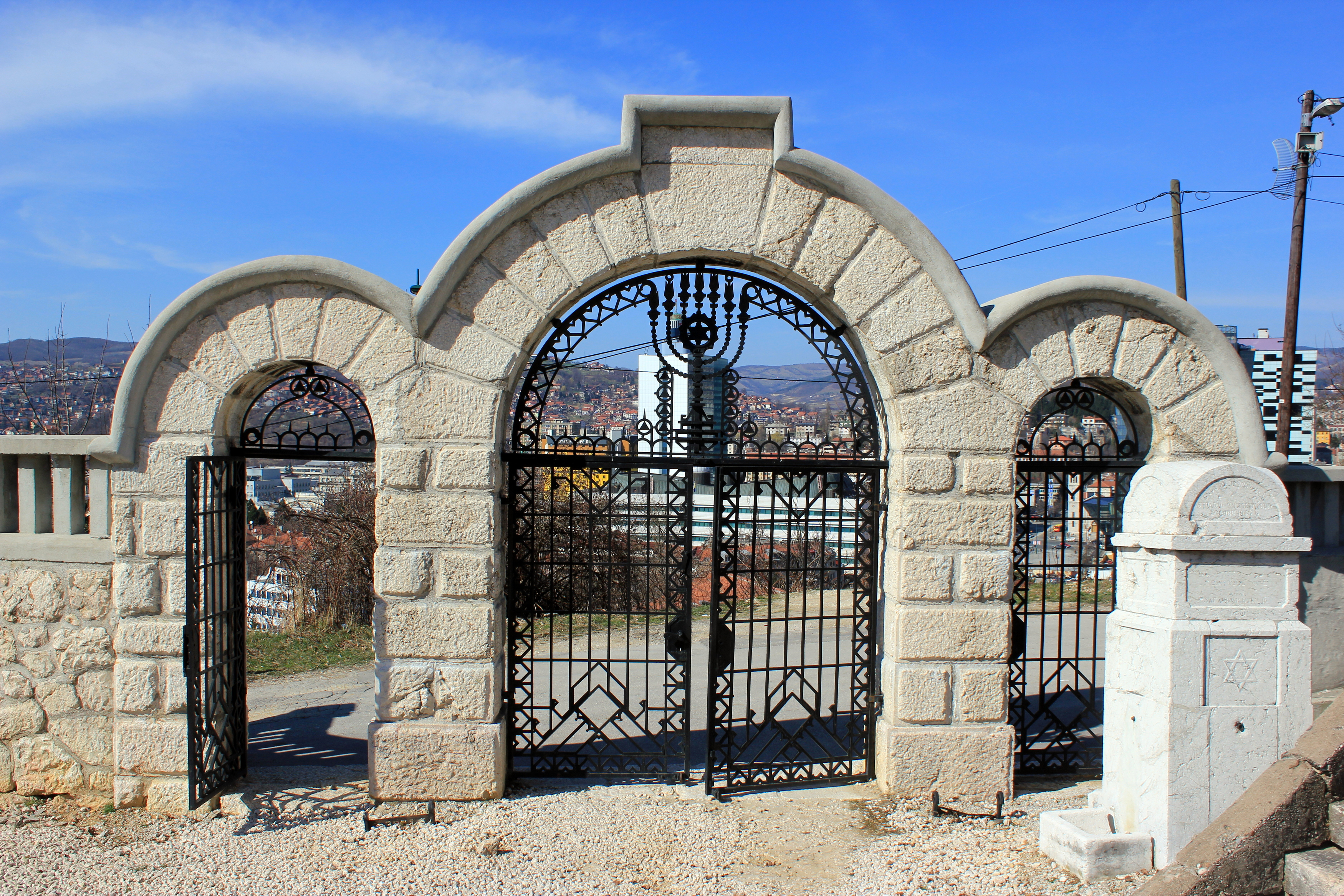
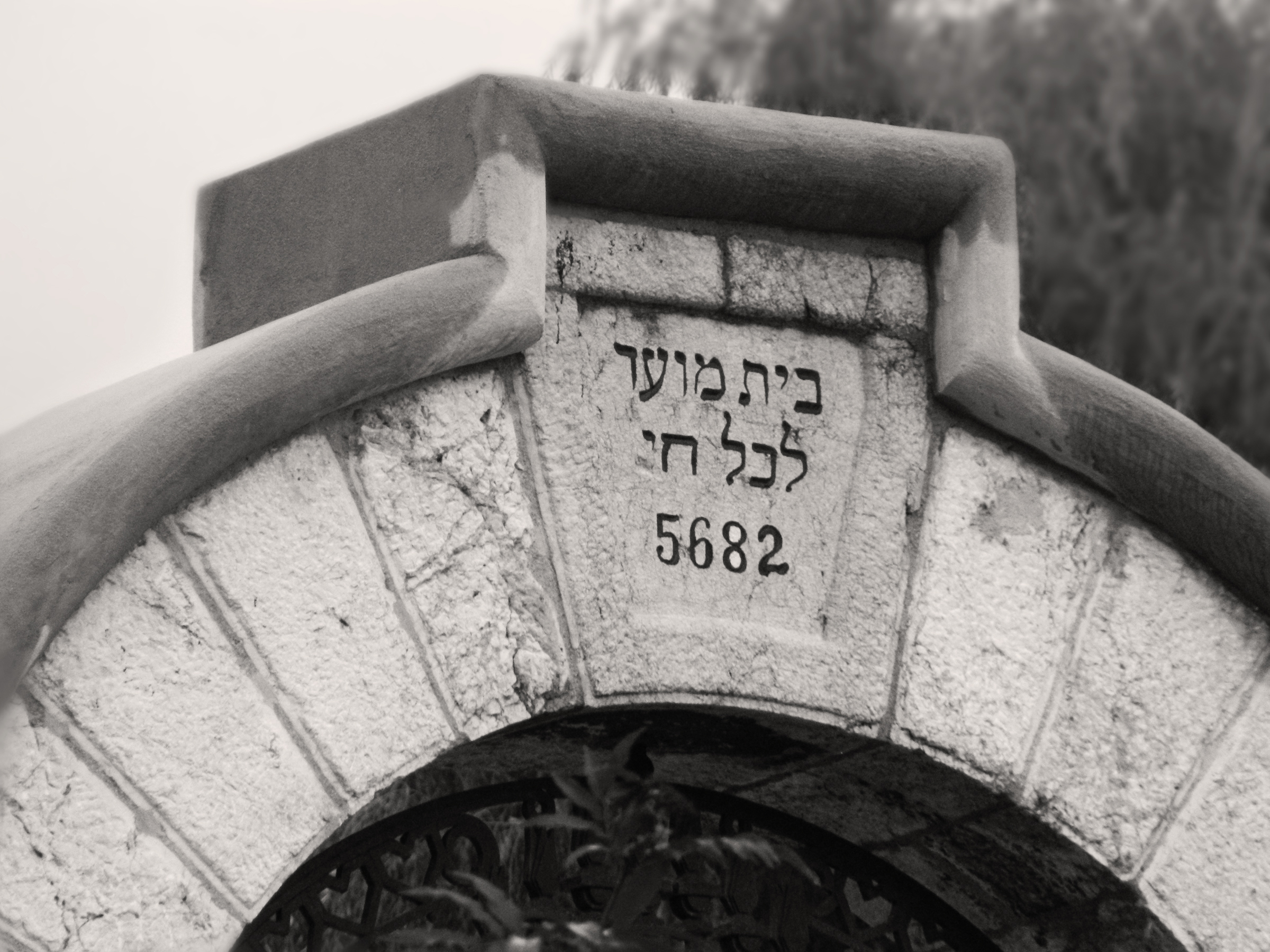
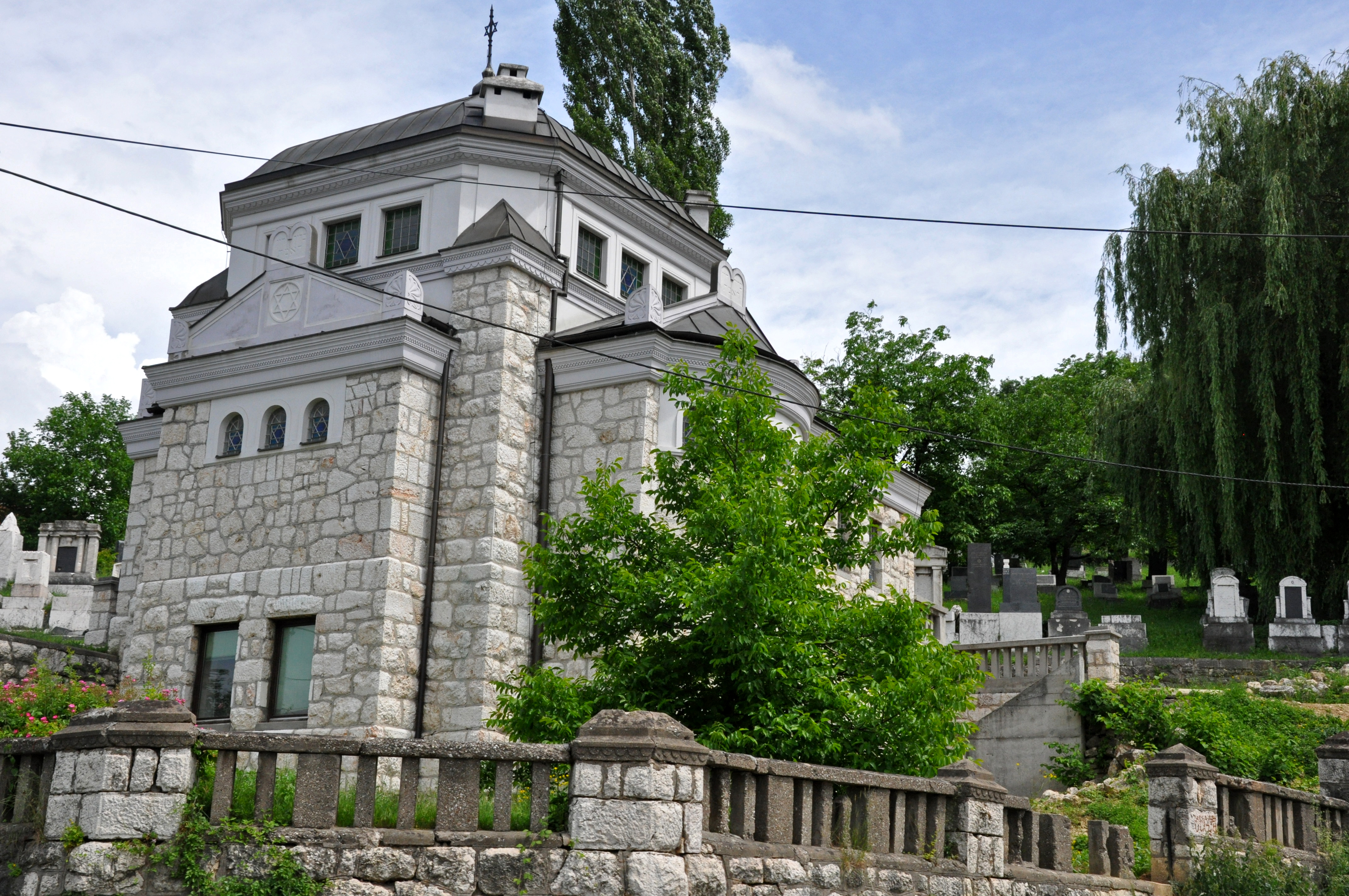
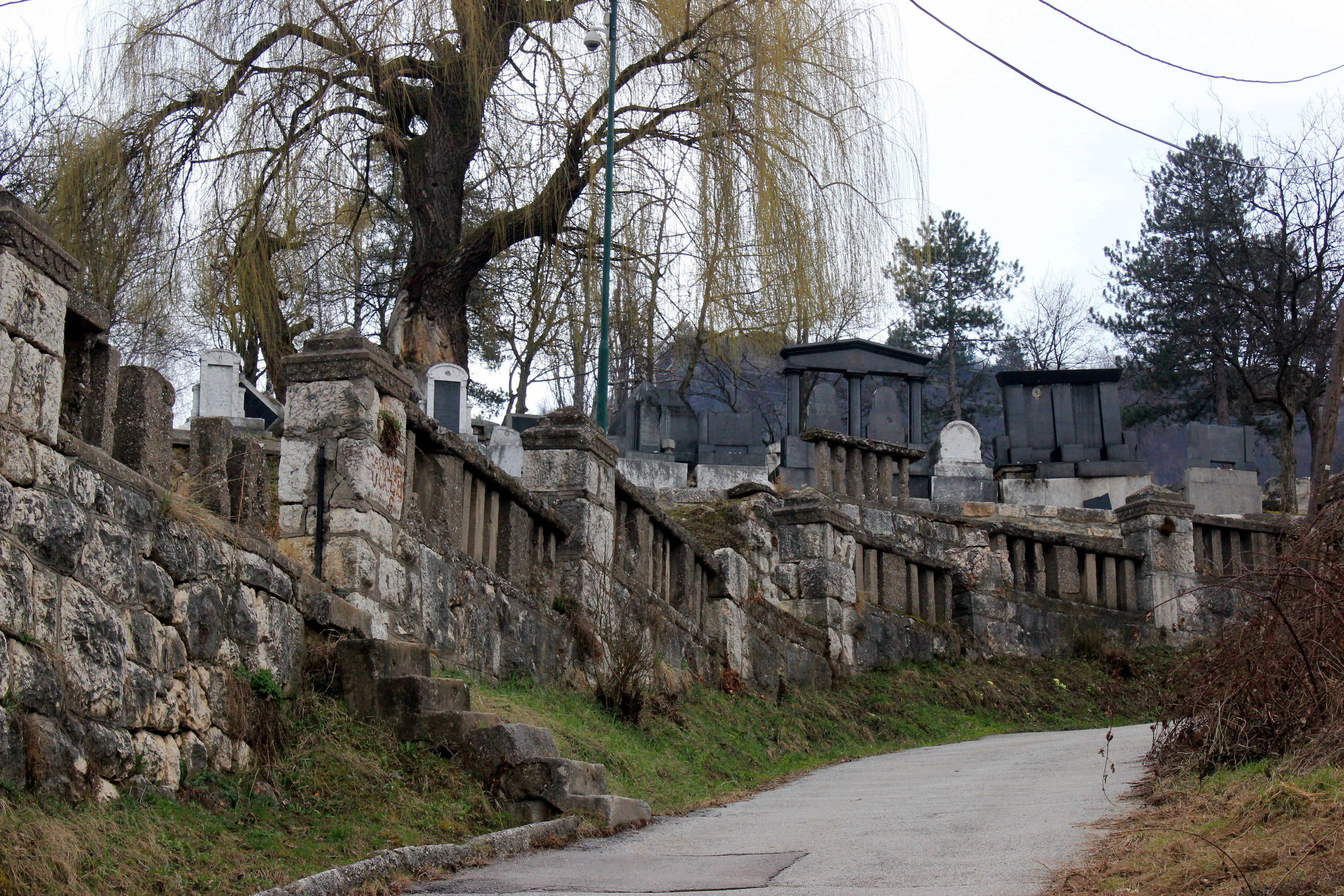
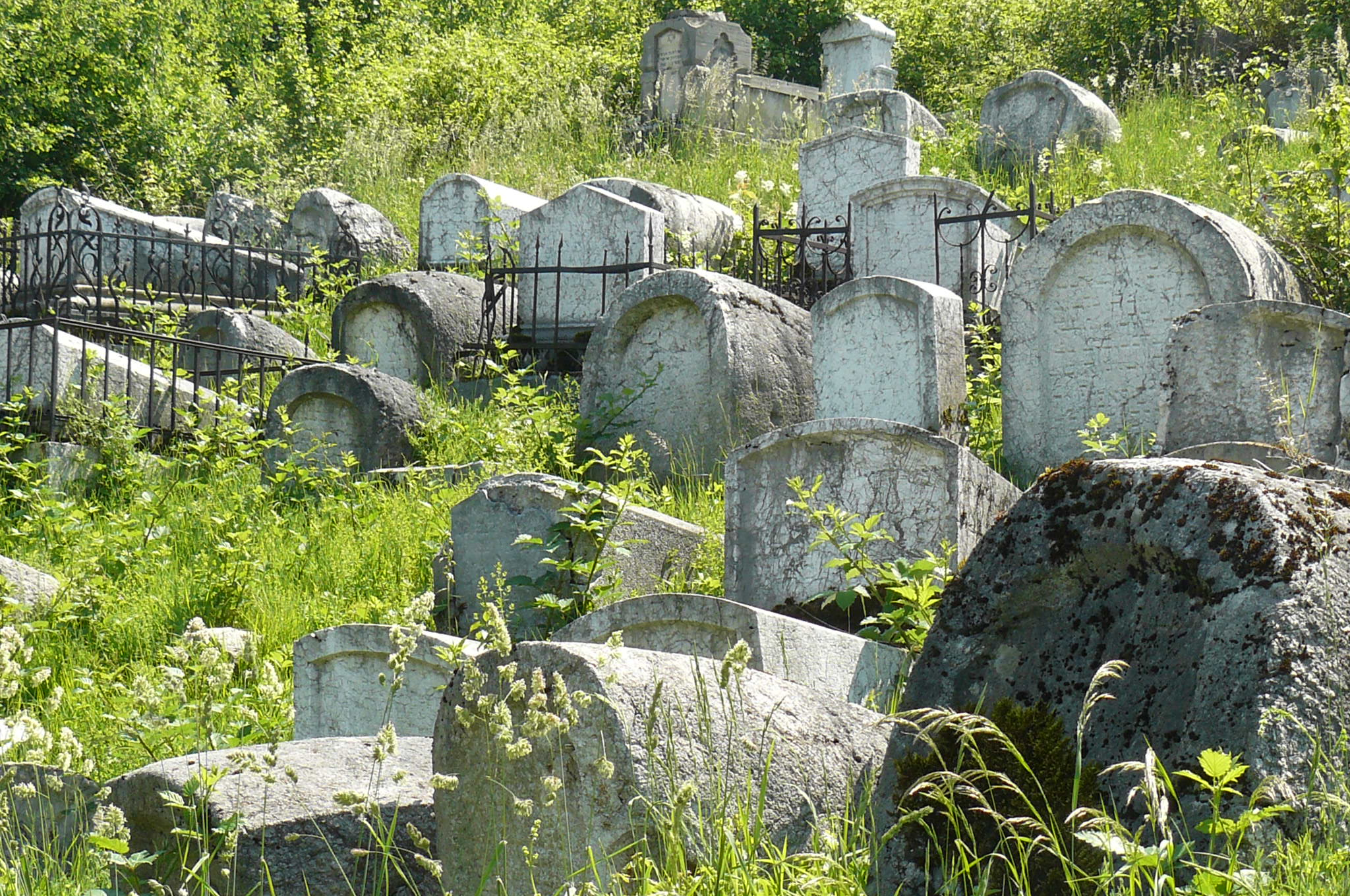
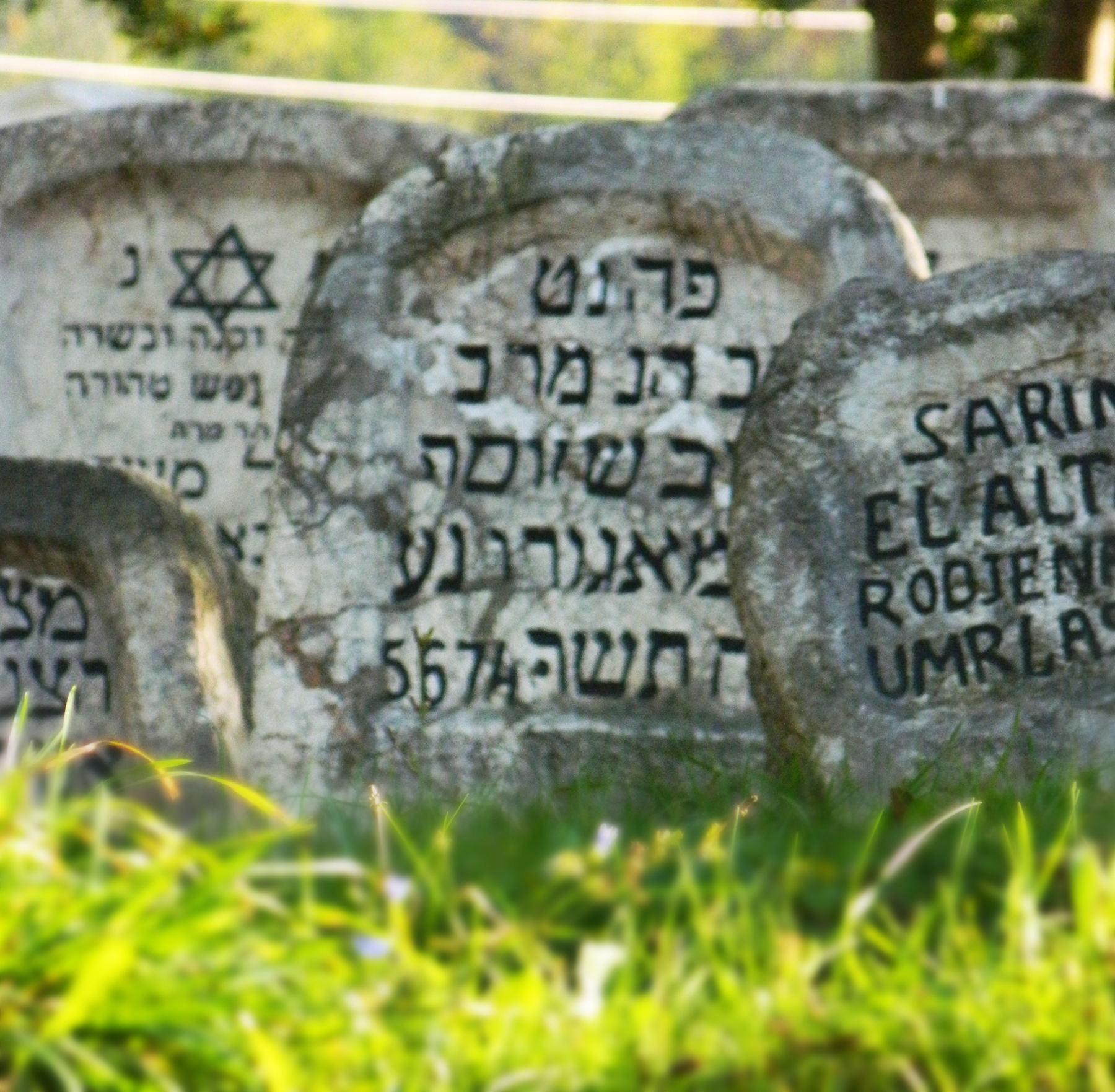
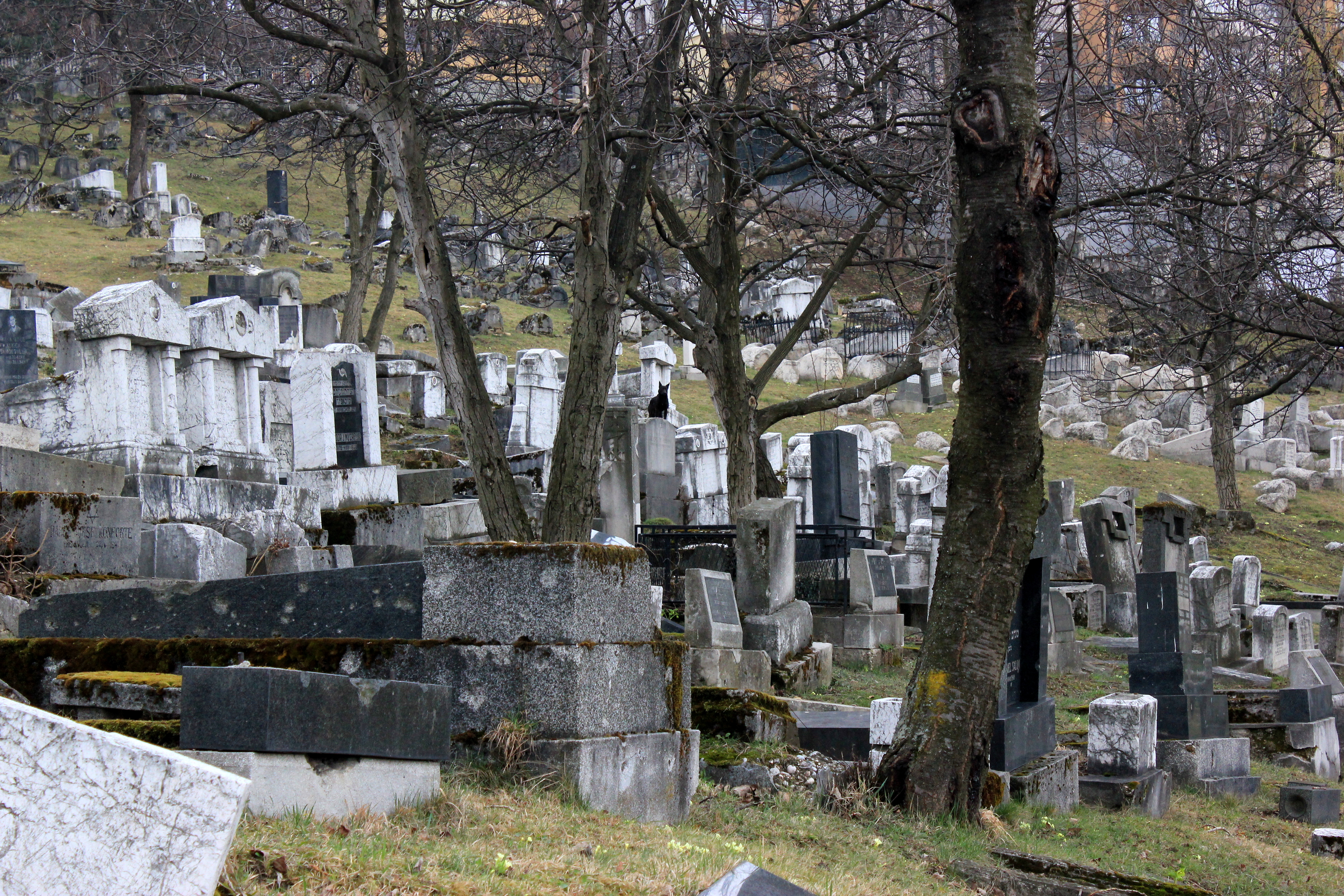
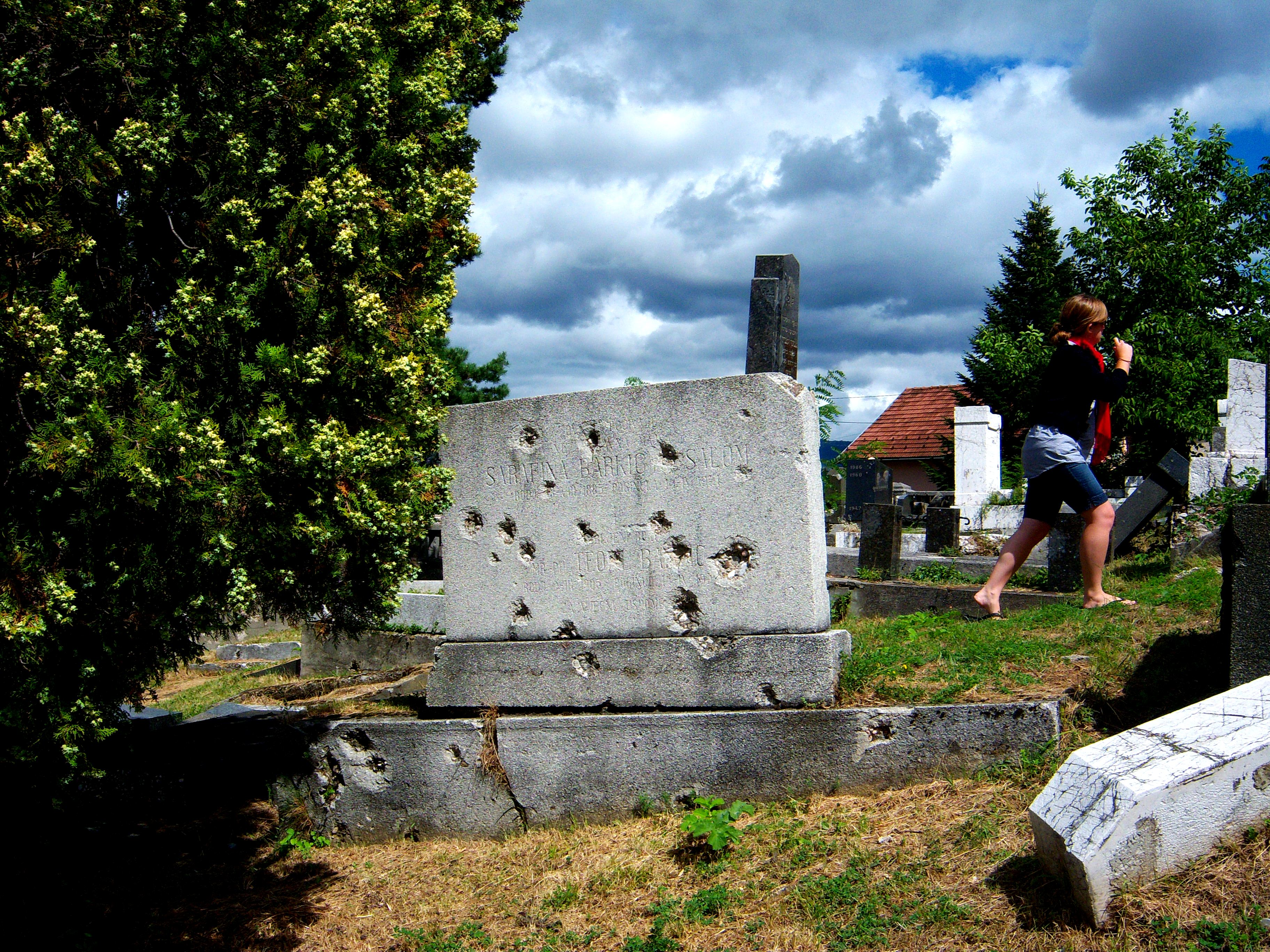
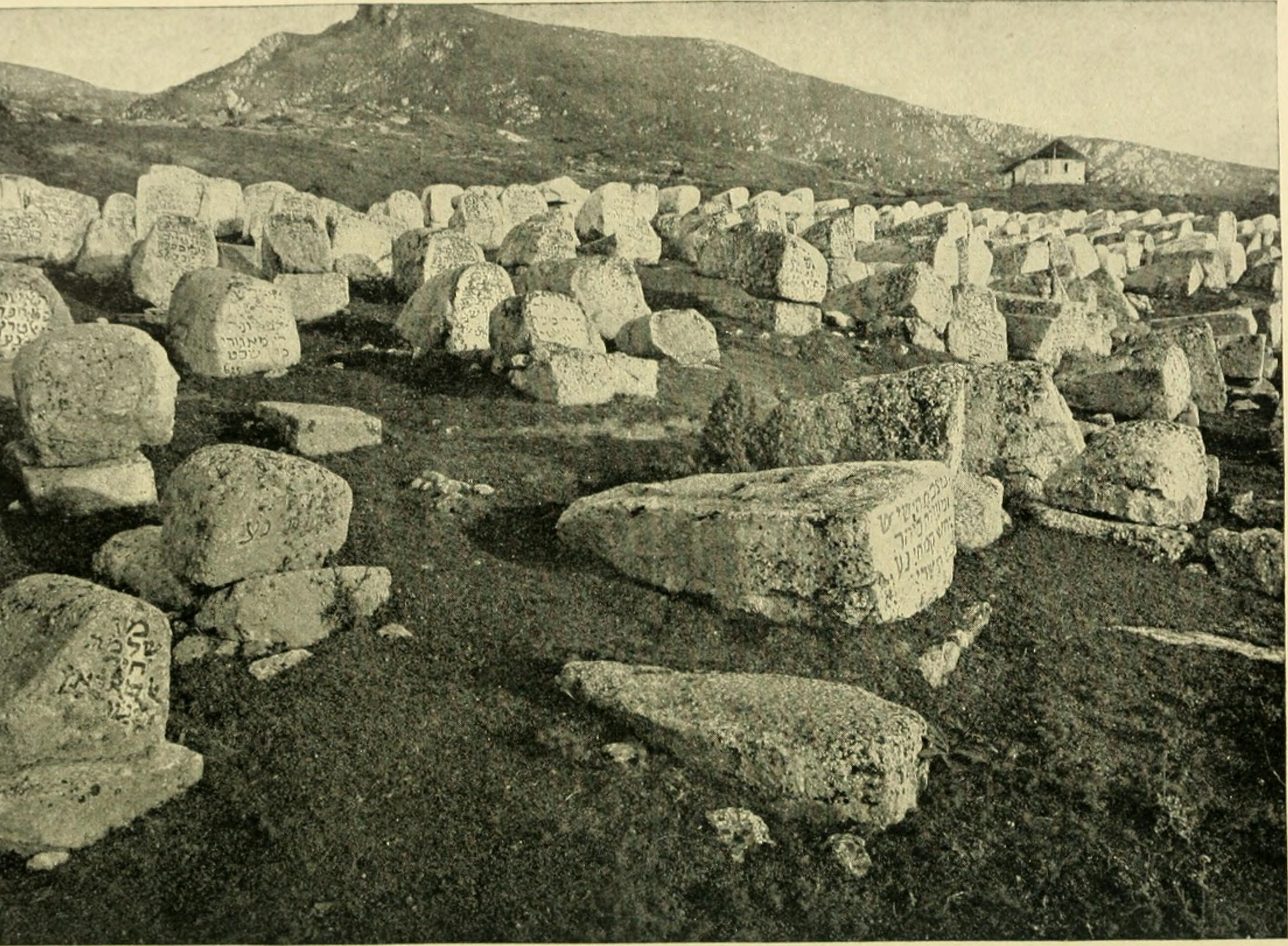
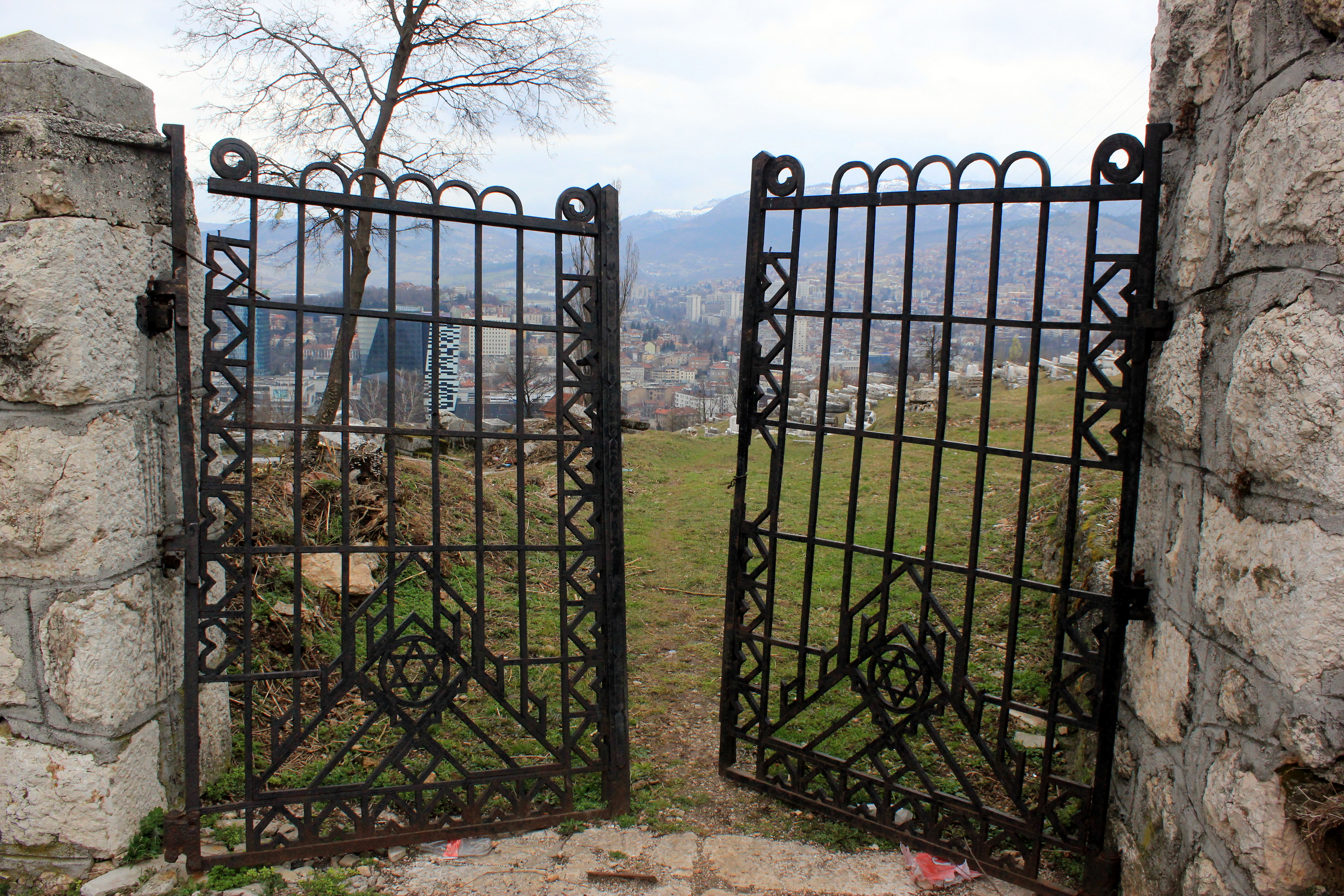